# لورن کاردینال
لورن کاردینال (انگلیسی: Lorne Cardinal؛ زادهٔ ۶ ژانویهٔ ۱۹۶۴) بازیگر، کارگردان فیلم، تهیه‌کننده فیلم، نویسنده و صداپیشه اهل کانادا است. وی از سال ۱۹۹۴ میلادی تاکنون مشغول فعالیت بوده‌است.
از فیلم‌ها یا برنامه‌های تلویزیونی که وی در آن نقش داشته‌است، می‌توان به بی‌خوابی و باشگاه ماجراجویی اشاره کرد.